# منثار

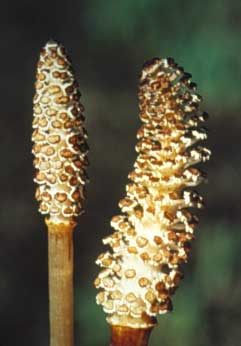
المناثير كنباث الحقول.

المِنثار هي خلية (أو بنية مرتبطة بخلية) تكون مسترطبة، وبذلك سيتغير شكلها استجابة لتغيرات الرطوبة في بيئتها. للمناثير أشكال متنوعة ولكنها ترتبط بأبواغ النبات. تعمل على تشتيت الأبواغ إلى مكان بعيد في العديد من النباتات التي لا تحتوي على بذور. لا تحتوي النباتات الحزازية على مناثير ولكن ملامظ يتغير شكلها مع تغيرات في الرطوبة أو الرطوبة للسماح بالإفراج التدريجي عن الأبواغ.